# Wilhelm Philipp Hauck

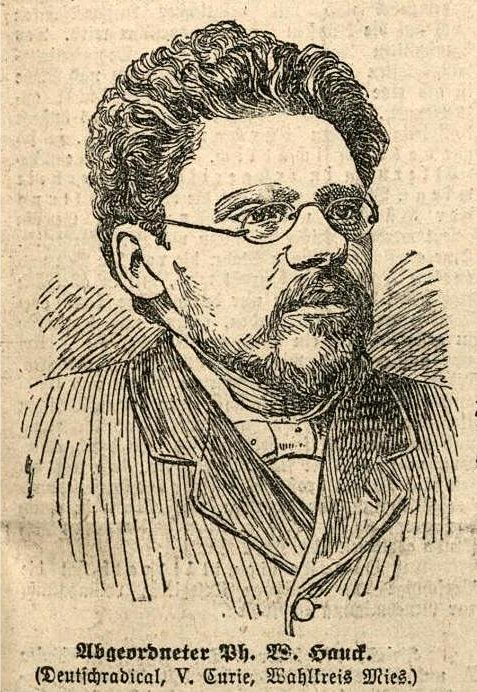
Wilhelm Philipp Hauck (1901)

Wilhelm Philipp Hauck (* 13. Mai 1851 in Wien; † 4. April 1920 in Liesing) war ein österreichischer Mechaniker und Politiker.

## Leben
Als Sohn eines wohlhabenden Mechanikers absolvierte er ein technisches Studium und wurde Mechaniker und Elektrotechniker. Während seines Studiums wurde er 1868 Mitglied der Burschenschaft Arminia Wien. Er wurde ein Anhänger Georg von Schönerers. Er brachte „bedeutende Opfer“, um Ernst Vergani bei der Gründung des national und antisemitisch ausgerichteten Deutschen Volksblatts zu unterstützen, überwarf sich mit diesem aber bald. Er war Obmann der von Max Liebermann von Sonnenberg und Bernhard Förster gegründeten Antisemitenorganisation Deutscher Volksvereins und gab den Bezirksboten für Wieden und Favoriten heraus. 1896 unterlag er bei der niederösterreichischen Landtagswahl gegen Josef Schlesinger. Er wurde 1891 in Wien und 1901 in Böhmen in den Reichsrat gewählt. Auf Druck seiner böhmischen Wähler ging er von Schönerer zu Karl Hermann Wolfs Frei-Alldeutschen über. Nach seinem Tod 1920 wurde er auf dem Wiener Zentralfriedhof beigesetzt.

## Kontroversen
Hauck wurde als verantwortlicher Redakteur wegen der 1904 im Alldeutschen Tagblatt erschienenen Artikel „Los von Rom“ und „Dumme Rabulistik“, die „wohl das ärgste“ darstellten, was „an roher Beschimpfung der katholischen Kirche, respektive des Altarsakraments geleistet“ worden sei, gerichtlich belangt, und  – nachdem der Prozessbeginn mehrfach vertagt worden war – Ende Oktober 1905 zu 100 Kronen Geldstrafe verurteilt.

## Veröffentlichungen
- Die galvanischen Elemente von Volta bis Heute; 1881
- Die Grundlehren der Elektricität mit besonderer Rücksicht auf ihre Anwendungen in der Praxis; 1883
- Die galvanischen Batterien, Accumulatoren und Thermosäulen: Eine Beschreibung der hydro- und thermo-elektrischen Stromquellen mit besonderer Rücksicht auf die Bedürfnisse der Praxis; 1883

## Belege
1. ↑   http://www.landtag-noe.at/service/politik/landtag/Abgeordnete/ZAbgH/Hauck.pdf
2. ↑  Wilhelm Philipp Hauck †. In: Der Bote aus dem Waldviertel, 17. April 1920, S. 3 (online bei ANNO).
3. ↑  Erklärung. In: Deutsches Volksblatt, Morgen-Ausgabe, 20. Dezember 1918, S. 4 (online bei ANNO).
4. ↑  Der Prozeß gegen den Abgeordneten Hauck. In: Das Vaterland, 30. Oktober 1905, S. 3 f. (online bei ANNO).
5. ↑  Der Prozeß gegen den Abgeordneten Hauck. In: Das Vaterland, 31. Oktober 1905, S. 10 (online bei ANNO).
6. ↑  Bestrafung eines Religionsspötters. In: Niederrheinisches Tageblatt. Jg. 35. Nr. 244 vom 4. November 1905, S. 1 (online bei Zeitungsportal NRW).